# Virgen de la Asunción (Asunción)
Virgen de la Asunción es un barrio en el distrito de Santísima Trinidad de la ciudad de Asunción, Paraguay.

## Límites
El barrio tiene como limitantes a las calles Molas López, Santísimo Sacramento, Cap. Lombardo, Tte. Narváez, San Salvador, Brasilia y Artigas.
Sus límites son:
- Al norte los barrios Virgen de Fátima y Santísima Trinidad.
- Al este el barrio Cañada del Ybyray.
- Al sur los barrios Bella Vista y Virgen del Huerto.
- Al oeste el barrio Tablada Nueva.

## Población
Según los datos del último censo realizado por la DGEEC en el 2002, el barrio cuenta con una población total de 9.983 habitantes, la densidad poblacional es de 7.680 hab./km²

## Vías y Medios de Comunicación
Las principales vía de comunicación de este barrio los las avenidas Artigas, Sacramento, Brasilia, Lombardo, entre otros.

## Lugares

### Educativos
- Colegio San Ignacio de Loyola
- Colegio Nacional Prof. Emilio Ferreira
- Casa de "El Kcho"

### Deportivos
- Club Sportivo Trinidense
- Club Rubio Ñu

### Salud
- Hospital Geriátrico Dr. Gerardo Buongermini
- Clínica Periférica Nanawa del IPS
- Instituto Nacional de Ablación y Trasplante

### Plazas
- Plaza Mangoré